# Gossypium pulchellum
Gossypium pulchellum är en malvaväxtart som först beskrevs av Charles Austin Gardner, och fick sitt nu gällande namn av Paul Arnold Fryxell. Gossypium pulchellum ingår i släktet bomull, och familjen malvaväxter. Inga underarter finns listade i Catalogue of Life.